# Со Ёсимити
Со Ёсимити (яп. 宗 義方, 1684—1718) — 5-й даймё княжества Цусима-хана (1694—1718). Четвёртый сын Со Ёсидзанэ. Пришёл к власти после смерти старшего брата Со Ёсицугу. В 1711 году в Цусима-хан прибыло посольство из Чосона, для поздравления Токугава Иэнобу в связи с назначением его новым сёгуном.